# Ali Latifi
Ali Latifi (per. علی لطیفی, ur. 20 lutego 1976 w Araku) – piłkarz irański grający na pozycji napastnika.

## Kariera klubowa
Karierę piłkarską Latifi rozpoczął w klubie Bahman w mieście Karadż. W jego barwach zadebiutował w lidze irańskiej. W 1998 roku odszedł z tego klubu i trafił do stołecznego PAS Teheran, ale tam spędził tylko jeden sezon. W 1999 roku przeszedł do lokalnego rywala PAS, Esteghlal Teheran. W 2000 roku zdobył z tym klubem Puchar Hazfi (Puchar Iranu), a w 2001 roku wywalczył swój pierwszy w karierze tytuł mistrza Iranu. Po tamtym sezonie wyjechał do Europy i został zawodnikiem austriackiej Admiry Wacker Mödling, jednak w jej barwach zaliczył tylko 5 ligowych spotkań. W 2002 roku wrócił do ojczyzny i grał w zespole Pajkan Kazwin, a rok później został zawodnikiem Abu Moslem Meszhed. W sezonie 2005/2006 ponownie grał w Pajkanie, a po nim odszedł do drugoligowego Sanaje Arak, w którym zakończył karierę.

## Kariera reprezentacyjna
W reprezentacji Iranu Latifi zadebiutował w 1998 roku. W tym samym roku został powołany przez Dżalala Talebiego do kadry na Mistrzostwa Świata we Francji. Tam był rezerwowym i nie wystąpił w żadnym ze spotkań grupowych, a po Mundialu przestał występować w reprezentacji.